# Thomas Gautschi (Handballspieler)
Thomas Gautschi (* 28. Januar 1976) ist ein Schweizer Handballspieler, der bei Adelma Sinfin Santander in der zweiten spanischen Liga spielt. 

## Karriere
Mit dem TV Suhr wurde der linke Rückraumspieler 1998/99 Schweizer Meister. Anschließend wechselte der 2,02 m große und 99 kg schwere Rechtshänder zu Pfadi Winterthur, wo er bis 2005 drei weitere Meisterschaften sowie einen Pokaltriumph feiern konnte. Im City-Cup 1999/2000 kam er bis ins Halbfinale. Im folgenden Jahr gelangte er mit seinem Team im EHF Challenge Cup bis ins Finale, wo sich aber der RK Jugovic Kac durchsetzte. 2003/04 erreichte er mit Pfadi in der EHF Champions League das Achtelfinale, scheiterte aber trotz eines Heimsieges an RK Zagreb. Nach einem 2-jährigen Abstecher nach Spanien 2005–2007 spielte er die nächste Saison in Slowenien bei RK Velenje. Darauf kehrte er zum spanischen Zweitligisten Adelma Santander zurück.
Thomas Gautschi erzielte zwischen 1997 und 2008 423 Tore in 137 Länderspielen für die Schweizer Nationalmannschaft.

## Klubs
- 1989–1996 TV Uster
- 1996–1997 BSV Bern
- 1997–1999 TV Suhr
- 1999–2005 Pfadi Winterthur
- 2005–2007 CB Cantabria Santander
- 2007–2008 RK Velenje[2]
- 2008–2009 BM Ciudad de Logroño[3]
- 2009-0000 Adelma Sinfin Santander 2016[4]

## Erfolge
- Schweizer Cupsieger 2003
- Schweizer Meister 1999, 2002, 2003, 2004